# Barry Barish
Barry Clark Barish (sinh 27 tháng 1 năm 1936) là một nhà vật lý thực nghiệm người Mỹ. Ông mang chức danh giáo sư vật lý Linde, giáo sư danh dự tại Học viện Công nghệ California. Ông là một trong những chuyên gia hàng đầu về nghiên cứu thực nghiệm sóng hấp dẫn. Năm 2017, ông được trao Giải Nobel Vật lý cùng với Rainer Weiss và Kip Thorne "cho những đóng góp quyết định đối với LIGO và quan sát sóng hấp dẫn".

## Tuổi thơ
Barry C. Barish sinh tại Omaha, Nebraska, lớn lên ở miền nam California, và học trung học phổ thông tại thành phố Los Angeles. Ông nhận bằng cử nhân vật lý (1957) và bằng tiến sỹ vật lý thực nghiệm năng lượng cao (1962) ở Đại học California, Berkeley. Ông gia nhập Caltech năm 1963 khi tham gia vào dự án thí nghiệm mới nhằm sử dụng các máy gia tốc ở các phòng thí nghiệm Hoa Kỳ trong mục đích tìm kiếm các hạt sơ cấp và hạ nguyên tử.